# Francesco Verri

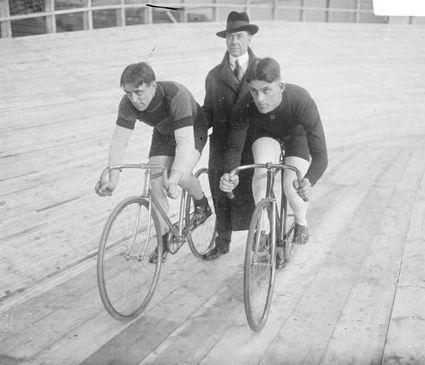
Francesco Verri et Reggie McNamara en 1917

Francesco Verri (né le 11 juin 1885 à Mantoue et mort le 6 juin 1945 à Riotorio) est un coureur cycliste italien.

## Biographie
Francesco Verri a remporté trois médailles d'or lors des Jeux olympiques intercalaires de 1906 à Athènes (kilomètre, 5 000 m et vitesse) et le titre de champion du monde de vitesse amateurs la même année.
En 1935, il se voit confier la direction technique de l'équipe nationale italienne au Tour de France. 
En 1938, à l'instar de Guus Schilling aux Pays-Bas, la fédération italienne de cyclisme le nomme entraîneur de l'équipe italienne de vitesse, avec entre autres Benedetto Pola, Bruno Loatti et Italo Astolfi, en vue des  championnats du monde,.

## Palmarès

### Jeux olympiques intercalaires
- Athènes 1906
  -  Médaillé d'or du kilomètre
  -  Médaillé d'or du 5 000 m
  -  Médaillé d'or de la vitesse

### Championnats du monde amateurs
- Genève 1906
  -  Champion du monde de vitesse amateurs

### Championnats d'Italie
- Champion d'Italie de vitesse amateurs : 1905
- Champion d'Italie de vitesse : 1906, 1907, 1908, 1909, 1910, 1911, 1920 et 1921

### Six jours
- Six jours de Chicago : 1915 (avec Oscar Egg) et 1917 (avec Reginald McNamara)
- Six jours de Buffalo : 1915 (avec Reginald McNamara)

### Grands Prix
- Grand Prix de Paris de vitesse amateurs : 1906
- Grand Prix de l'U.V.I. : 1912
- Grand Prix de Turin : 1913[3]